# Agenda 21 de la cultura
La Agenda 21 de la cultura es un documento de referencia para la elaboración de políticas culturales locales elaborado por el primer Foro Universal de las Culturas. Se basa en los principios de la diversidad cultural, los derechos humanos, el diálogo intercultural, la democracia participativa, la sostenibilidad y la paz.

## Nacimiento y evolución de la Agenda 21 de la cultura
En septiembre de 2002, durante la primera Reunión Pública Mundial de Cultura, celebrada en Porto Alegre, surgió la idea de redactar un documento orientador de las políticas culturales locales, un documento que fuera equiparable a lo que la Agenda 21 significó para el medio ambiente en 1992.
Tras casi dos años de trabajo (de discusión de borradores previos en conferencias organizadas por las redes culturales internacionales que impulsaron su creación), el documento final se aprobó el 8 de mayo de 2004 en Barcelona durante el IV Foro de Autoridades Locales para la Inclusión Social de Porto Alegre, en el marco del primer Foro Universal de las Culturas. El 15 de septiembre del mismo año se presentó a UN-HABITAT y a la UNESCO. A partir de octubre de ese mismo año, la organización mundial Ciudades y Gobiernos Locales Unidos (CGLU) (la ONU de las ciudades) asumió la coordinación de la Agenda 21 de la cultura. CGLU es la asociación de ayuntamientos más grande del mundo, fundada en mayo de 2004 para defender la democracia y la autonomía local, y para que la voz de las ciudades sea escuchada en los foros internacionales.
Dentro del CGLU, la Agenda 21 de la cultura la gestiona la Comisión de cultura, que desde septiembre de 2012 está presidida por Lille-Métropole, copresidida por las ciudades de Buenos Aires, México DF y Montreal, y vicepresidida por Angers, Barcelona y Milán. Además se acordó invitar a tres ciudades más (una de África, otra de Oriente Medio/Asia Occidental y una de Asia/Pacífico) a formar parte de las Vicepresidencias de la Junta Directiva.
Anteriormente, hasta septiembre de 2012, la Comisión de Cultura estuvo presidida por el Ayuntamiento de Barcelona, y vicepresidida por los Ayuntamientos de Estocolmo, Buenos Aires y Montreal.
En 2009, CGLU creó el Fondo para la Gobernanza Local de la Cultura, promovido por la Comisión de cultura y el Secretariado Mundial de CGLU, y por el Ayuntamiento de Barcelona, y con el apoyo de la AECID. La convocatoria de 2010 del Fondo, dotada de 675.000 euros, se abrió a proyectos de ciudades y gobiernos locales, miembros directos o indirectos de Ciudades y Gobiernos Locales Unidos, de países de África, Iberoamérica y el Mediterráneo que debían estar basados en la Agenda 21 de la cultura, documento de referencia de CGLU para las políticas culturales locales. Esta convocatoria obtuvo una importante repercusión, con 78 expresiones de interés, 26 proyectos entregados y 11 proyectos ganadores.
Alrededor de 350 ciudades, gobiernos locales y organizaciones de todo el mundo están vinculados a la Agenda 21 de la cultura.

## El contenido
La Agenda 21 de la cultura parte de la idea que la cultura realiza una contribución sin igual al desarrollo humano, al aportar valores como la creatividad, la diversidad, la memoria o la ritualidad, crecientemente necesarios para que cada individuo pueda desplegar su libertad (Amartya Sen).
La Agenda 21 de la cultura contiene 67 artículos, centrados en 5 temáticas:
1. Cultura y derechos humanos
2. Cultura y gobernanza
3. Cultura, sostenibilidad y desarrollo
4. Cultura e inclusión social
5. Cultura y economía

Los artículos están estructurados en
- Principios
- Compromisos
- Recomendaciones[4]

El documento está disponible en albanés, alemán, árabe, búlgaro, catalán, español, francés, gallego, inglés, italiano, japonés, persa, polaco, portugués, ruso, serbio (serbocroata), sueco, ucraniano y turco. En la página web de la Agenda 21 de la cultura están todas las traducciones en PDF, además de artículos e información sobre seminarios y publicaciones.

## Informes y publicaciones
En cuanto a su trabajo de análisis, desde 2006 la Agenda 21 de la cultura ha publicado los siguientes informes:
- Políticas locales para la diversidad cultural (septiembre de 2006)
- Cultura, gobiernos locales y Objetivos de Desarrollo del Milenio (15 de junio de 2009)
- La Agenda 21 de la cultura en Francia. Estado de la cuestión y perspectivas (octubre de 2008)
- Cultura y desarrollo sostenible: ejemplos de innovación institucional y propuesta de un nuevo modelo de política cultural (1 de septiembre de 2009)
- Ciudades, culturas y desarrollos. Un informe que celebra el quinto aniversario de la Agenda 21 de la cultura (15 de octubre de 2009)
- Río+20 y cultura. Abogando por la cultura como pilar de la sostenibilidad (6 de diciembre de 2012)
- Patrimonio cultural y Desarrollo Sostenible (octubre de 2018)
- Haciendo que la cultura sea operativa en el Desarrollo Sostenible de las Ciudades (marzo de 2014)
- Why must culture be at the heart of Sustainable Urban Development? (enero de 2016, disponible solo en inglés)

Además, se han elaborado dos briefings con el objetivo de informar y generar debate sobre temas relevantes relacionados con la cultura (Ciudades, Refugiados y Cultura: Briefing y Cultura, cambio climático y desarrollo sostenible: Briefing) y, juntamente con Culture Action Europe, el estudio Culture, Cities and Identity in Europe. 

## Cultura y desarrollo
La Agenda 21 de la cultura es una herramienta para potenciar el papel de la cultura en las políticas urbanas y es también una herramienta para convertir los temas culturales en el cuarto pilar del desarrollo sostenible. En efecto, el actual triángulo canónico del desarrollo sostenible (medio ambiente, inclusión social y economía), o bien no incluye la cultura, o bien la considera un elemento instrumental. Por ello, la Agenda 21 de la cultura propone, por una parte, reforzar las políticas locales, tanto afirmando la importancia de unas políticas culturales sólidas y autónomas, como estableciendo puentes con los otros dominios de la gobernanza local. Por otra parte, la Agenda 21 de la cultura aboga por integrar la cultura como un elemento fundamental de nuestro modelo de desarrollo y hacer suya la idea propuesta por el investigador y activista australiano Jon Hawkes en su obra The Fourth Pillar of Sustainability. Culture’s Essential Role in Public Planning.
La extensa labor y el activismo desempeñados por la Agenda 21 de la cultura llevaron al Bureau Ejecutivo de CGLU a liderar la elaboración del documento de orientación política “La cultura es el cuarto pilar del desarrollo sostenible”, que se aprobó el 17 de noviembre de 2010, en el marco de la Cumbre Mundial de Líderes Locales y Regionales – 3.er Congreso Mundial de CGLU, celebrado en Ciudad de México. Este documento inaugura una nueva perspectiva y apunta a la relación entre cultura y desarrollo sostenible a través de un enfoque doble: desarrollando una sólida política cultural y abogando para que haya una dimensión cultural en todas las políticas públicas.
Por otra parte, desde la Comisión de cultura de CGLU se ha trabajado para que la cultura se integrara de forma explícita en los programas de desarrollo de la Organización de las Naciones Unidas que tienen como objetivo el logro de los Objetivos de Desarrollo del Milenio. Después de algunas acciones de sensibilización, durante la Cumbre sobre los Objetivos del Milenio, la Asamblea general de la ONU aprobó el documento final de la Cumbre que menciona la cultura como dimensión importante del desarrollo.